# Intergovernamentalismo
Nell'ambito delle scienze politiche, l'intergovernamentalismo tratta gli stati, e in particolare i governi nazionali, come attori principali nel processo di integrazione. Gli approcci intergovernativi affermano di essere in grado di spiegare sia i periodi di radicale cambiamento nell'Unione europea a causa della convergenza delle preferenze governative sia i periodi di inerzia a causa di divergenti interessi nazionali. L'intergovernamentalismo si distingue dal realismo e dal neorealismo a causa del suo riconoscimento del significato dell'istituzionalizzazione nella politica internazionale e dell'impatto della politica interna sulle preferenze governative.

## Integrazione regionale

### Integrazione europea
L'esempio più noto di integrazione regionale è l'Unione europea (UE), un'organizzazione intergovernativa economica e politica di 27 Stati membri, tutti in Europa. L'UE opera attraverso un sistema di istituzioni sovranazionali indipendenti e decisioni negoziate intergovernative da parte degli Stati membri. Le istituzioni dell'UE includono la Commissione europea, il Consiglio dell'Unione europea, il Consiglio europeo, la Corte di giustizia dell'Unione europea, la Banca centrale europea, la Corte dei conti e il Parlamento europeo. Il Parlamento europeo viene eletto ogni cinque anni dai cittadini dell'UE. La capitale de facto dell'UE è Bruxelles.
L'UE ha sviluppato un mercato unico attraverso un sistema standardizzato di leggi applicabili in tutti gli Stati membri. All'interno dello spazio Schengen (che comprende 22 Stati membri dell'UE e 4 paesi extra UE), i controlli sui passaporti sono stati aboliti. Le politiche dell'UE favoriscono la libera circolazione di persone, merci, servizi e capitali entro i suoi confini, promulgano leggi in materia di giustizia e affari interni e mantengono politiche comuni in materia di commercio, agricoltura, pesca e sviluppo regionale.
Un'unione monetaria, la zona euro, è stata fondata nel 1999 ed è composta da 17 Stati membri. Attraverso la politica estera e di sicurezza comune l'UE ha sviluppato un ruolo nelle relazioni esterne e nella difesa. Missioni diplomatiche permanenti sono state stabilite in tutto il mondo. L'UE è rappresentata alle Nazioni Unite, all'Organizzazione mondiale del commercio, al G8 e al G20. 
L'intergovernamentalismo rappresenta un modo per limitare il conferimento di poteri alle istituzioni sovranazionali, fermando l'emergere di politiche comuni. Nell'attuale sistema istituzionale dell'Ue, il Consiglio europeo e il Consiglio svolgono il ruolo delle istituzioni che hanno l'ultima parola su decisioni e politiche dell'UE, istituzionalizzando un controllo intergovernativo di fatto sull'UE nel suo insieme, con la possibilità per dare più potere a un piccolo gruppo di stati. Questa estrema conseguenza può creare la condizione di supremazia di qualcuno su qualcun altro che viola il principio di una "Unione di uguali".

### Integrazione africana
L'Unione africana (UA, o, nelle sue altre lingue ufficiali, AU) è un'unione intergovernativa continentale, simile ma meno integrata all'UE, composta da 54 Stati africani. L'UA è stata istituita il 26 maggio 2001 ad Addis Abeba, in Etiopia, e avviata il 9 luglio 2002 in Sudafrica per sostituire l'Organizzazione dell'unità africana (OUA). Le decisioni più importanti dell'UA sono prese dall'Assemblea dell'Unione Africana, una riunione semestrale dei capi di stato e di governo dei suoi stati membri. La segreteria dell'Unione Africana, la Commissione dell'Unione Africana, ha sede ad Addis Abeba, in Etiopia.